# Altria Group
Altria Group Inc. (precedentemente Philip Morris Companies Inc.), è uno dei più grandi gruppi del mondo in settori quali gli alimenti, il tabacco e bibite. La sede è nella Contea di Henrico, in Virginia.

## Storia
Il 27 gennaio 2003, la Philip Morris Companies, Inc. ha cambiato nome in Altria Group, Inc.. Nel marzo 2007 una scissione della Kraft Foods, Inc. (quotata in Borsa dal 2001) si è conclusa con la distribuzione della restante quota delle azioni (88,1%) agli azionisti Altria e, di conseguenza, Altria non detiene più alcun interesse per Kraft Foods. Il 28 marzo 2008 un'altra scissione di Philip Morris International è stata completata con il 100% delle azioni distribuite ai soci Altria. Il 6 gennaio del 2009, Altria Group, Inc. ha completato inoltre l'acquisizione di UST Inc., una società produttrice di tabacco che faceva parte della Ste. Michelle Wine Estates, un'azienda vinicola.
La società è una holding, capogruppo delle società U.S. Smokeless Tobacco Company, Philip Morris Capital Corp., John Middleton, Ste. Michelle Wine Estates, Nu Mark e Philip Morris USA. L'industria del tabacco appartenente ad Altria Group continuerà a chiamarsi Philip Morris Capital Corp. e Philip Morris USA continuerà a essere il nome usato per il mercato degli Stati Uniti. Il cambiamento porta maggior chiarezza alla struttura aziendale e alle relazioni della capogruppo con le sue società operative. Queste continueranno a gestire marchi globalmente riconosciuti, quali Chesterfield, Iqos, Oscar Mayer, Marlboro, Merit, Multifilter, Parliament, Philip Morris, e Virginia Slims.

## Organizzazione
- Philip Morris USA Inc. (Alpine, Basic, Bristol, Cambridge, Chesterfield, Commander, Dave's, English Ovals,  L&M, Lark, Marlboro, Diana, Merit, Parliament, Players, Saratoga, Virginia Slims);
- U.S. Smokeless Tobacco Company (Copenaghen, Red Seal, Skoal, Husky);
- John Middleton Co. (Prince Albert, Carter Hall, Middleton's, Kentucky Club);
- Ste. Michelle Wine Estates Ltd.;
- Philip Morris Capital Corporation.